# Zeszyty Tłumackie
Zeszyty Tłumackie – półrocznik Towarzystwa Miłośników Lwowa i Kresów Południowo-Wschodnich, Ogólnopolskiego Oddziału Tłumaczan. Pierwszy nr czasopisma ukazał się w I. kwartale 1996. Do końca 2003 „Zeszyty Tłumackie“ ukazywały się jako kwartalnik, ostatni nr w 2003 ukazał się jako numer podwójny. Od początku 2004 ukazuje się jako półrocznik.
Treść czasopisma dotyczy miasta Tłumacza i powiatu tłumackiego (niedaleko dawnego Stanisławowa). Czasopismo zawiera m.in. wspomnienia Tłumaczan dotyczące burzliwych lat wojny oraz tych którzy przeżyli wysiedlenia po wojnie. „Zeszyty Tłumackie“ przedstawiają nam grono Tłumaczan dzisiaj, a także Tłumacz taki, jaki oni zapamiętali.